# Marianka (powiat biłgorajski)
Marianka – wieś w Polsce położona w województwie lubelskim, w powiecie biłgorajskim, w gminie Księżpol.
W latach 1975–1998 miejscowość administracyjnie należała do województwa zamojskiego.
Według spisu powszechnego z roku 1921 miejscowość Marjanka posiadała 12 domów i 62 mieszkańców.
Wierni Kościoła rzymskokatolickiego należą do parafii 
Podwyższenia Krzyża Świętego w Księżpolu.